# Rya-Rya – Nur eine Mutter
Rya-Rya – Nur eine Mutter (Originaltitel: Bara en mor) ist ein schwedisches Filmdrama aus dem Jahre 1949 von Alf Sjöberg mit Eva Dahlbeck in der Titelrolle. An ihrer Seite ist der 20-jährige Max von Sydow in seiner ersten Filmrolle zu sehen. Die Geschichte basiert auf dem Roman Rya-Rya (1939) von Ivar Lo-Johansson, der auch am Drehbuch beteiligt gewesen war.

## Handlung
Schweden, um die Jahrhundertwende. Rya-Rya, das ist der Rufname des einfachen Mädchens Marie, das auf einem schwedischen Landgut arbeitet. Eines Tages wird sie dabei beobachtet, wie sie nackt im See badet. Sofort kommen böse Gerüchte in ihrem von Spießigkeit und Verklemmtheit bestimmten, puritanischen Umfeld auf. Selbst Nils, quasi ihr Freund und heimlicher Verlobter, beginnt sie zu meiden, als beispielsweise ein Tanzvergnügen ansteht. Die Landarbeiterin will sich aber ihre natürliche Lebensfreude durch die Missgunst und den Kleingeist ihrer Umgebung nicht kaputtmachen und wendet sich daraufhin einem anderen Burschen namens Henrik zu. Er wird auch derjenige Mann sein, den sie heiratet, als sie von ihm ein Kind erwartet.
Die Liebe zu Rya-Rya und beider frisches Familienglück macht aus dem bislang nicht weiter auffälligen Henrik zu einer stärkeren Persönlichkeit; bald übernimmt er die Kate „Schwarzerde“ und baut sich und seiner Familie ein kleines „Nest“. Die Familie vergrößert sich, und Rya-Rya und Henrik bekommen weitere Kinder. Doch Henrik bleibt ein leichtlebiger Kerl, dem es an der nunmehr besonders nötigen Verantwortung mangelt. Zu allem Unglück sprießen erneut Gerüchte ins Kraut: diesmal soll Rya-Rya, die sich als Reinmachefrau beim Inspektor etwas hinzuverdient, mit selbigem eine Affäre haben. Am Weihnachtsabend kommt es deswegen zwischen den Eheleuten zu einem heftigen Streit, und Henrik schlägt seiner Frau, von deren Untreue er bald überzeugt ist, mit der Faust mitten ins Gesicht.
Wieder ist es Rya-Rya, die aus Enttäuschung mit einem Mann sich einem anderen zuwendet, immer auf der Hoffnung nach Liebe und Vertrauen und dem kleinen Zipfel Glück. Der Neue heißt Hammar und lebt mehr schlecht als recht von einer Tätigkeit als Waldarbeiter. Auch hier startet ihre Liebe zu ihm rauschhaft wie im Traum. Doch Henrik reißt seine Frau von Hammar los und zieht mit ihr und den Kindern fort. Nach acht Jahren kehrt man zurück: Henrik arbeitet nun als Knecht und seine Frau als Melkerin. Doch die Unbilden des Lebens und all die Schwierigkeiten, die sie mit ihrer mehrköpfigen Familie zu überstehen hatte, kosteten Rya-Rya viel Kraft: Eines Tages bricht sie zusammen. Auch jetzt hat sie noch immer das Wohl der Anderen im Kopf. Auf dem Sterbebett bittet Rya-Rya Henrik um Verzeihung, doch der erwidert, dass sie ihm eine gute Ehefrau gewesen sei.

## Produktionsnotizen
Rya-Rya – Nur eine Mutter wurde am 31. Oktober 1949 uraufgeführt. Die deutsche Erstaufführung fand am 14. September 1951 statt.
Die Filmbauten schuf Nils Svenwall.

## Auszeichnungen
- Bei den Filmfestspielen in Venedig 1950 wurde Martin Bodin für die beste Kameraarbeit ausgezeichnet. Alf Sjöberg war als bester Regisseur für den Goldenen Löwen nominiert.
- Der Bodil-Filmpreis in der Kategorie „Bester europäischer Film“ ging 1953 an Regisseur Sjöberg.

## Kritiken
In Dagens Nyheter war 1949 zu lesen: „Der Charme des Romans lag nicht zuletzt im Kontrast zwischen einer ungewöhnlichen Frau und ihrem gewohnten Umfeld. Es ist bedauerlich, dass der Film – Alf Sjöbergs Film – es nicht schafft, das Format besitzt, diese beiden Komponenten miteinander auszubalancieren. Niemand wird die außerordentliche Ernsthaftigkeit bestreiten, mit der Alf Sjöberg diese Aufgabe angegangen ist: sein künstlerisches Gewissen ist ziemlich unbestechlich. (…) Nun hat der Film vor allem seine Stärke in Eva Dahlbecks Landarbeiterin, die wirklich von ihrem Ehrgeiz überzeugt ist, nicht wie andere zu sein und sich nicht von ihrer Umwelt ersticken lassen will.“
In der schwedischen Mora Tidning urteilte Niels Beyer zur selben Zeit: „… einen reicheren und wichtigeren Stoff, den Alf Sjöberg noch nie im Film gezeigt hat. Aber genau deshalb müssen wir sagen, dass der Film einen extrem gemischten Eindruck macht: brillant im Detail, aber insgesamt erfolglos.“
Reclams Filmführer schrieb zu „Rya-Rya – Nur eine Mutter“: „Das Lebensbild einer Frau, ihrer Träume, vom Glück und ihrer Enttäuschungen wird eingebettet in eine präzise Milieuschilderung (…) Eva Dahlbeck bietet eine vorzügliche Leistung. Ihr Gesicht zeigt die innere Verwandlung ihrer Heldin eindringlich …“

„Ein faszinierendes Frauenporträt vor dem Hintergrund naturalistisch-düsterer Milieubilder aus dem Schweden der Jahrhundertwende. Neben der herausragenden Kameraarbeit fesselt vor allem das Spiel der Hauptdarstellerin.“